# Møllehøje von Kobberup

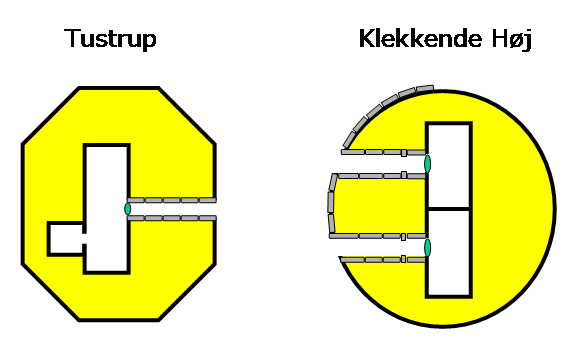
Prinzipskizze Nebenkammer links

Der Møllehøje von Kobberup ist ein randsteingefasster Rundhügel mit einem Ganggrab mit Nebenkammer (dänisch bikammer) in der Viborg Kommune in Jütland in Dänemark. Unter den etwa 500 bewahrten Ganggräbern Dänemarks gibt es lediglich 30 mit Nebenkammern, in Deutschland, den Niederlanden, Polen und Schweden, den übrigen Staaten mit nordischer Megalitharchitektur, gibt es gar keine. Die Megalithanlage der Trichterbecherkultur (TBK), entstand zwischen 3500 und 2800 v. Chr.
Die Nord-Süd orientierte Hauptkammer war rechteckig, etwa 5,0 m lang und 2,0 m breit. Ihre Seiten bestehen aus 13 Tragsteinen, zwischen denen sich Trockenmauerwerk befand. Die rechteckige Nebenkammer in der Nordwand liegt nicht mittig, sondern leicht nach Westen versetzt. Sie war aus vier Steinen gebaut, etwa 1,8 m lang und 1,0 m breit. Der Boden der Haupt- und Nebenkammer und des Ganges war mit flachen Feldsteinen gepflastert. Der etwa 4,0 m lange Gang ist aus zehn Tragsteinen errichtet.
Die Funde bestanden aus Bernsteinperlen und einigen Scherben. In der Ecke zwischen Haupt- und Nebenkammer lagen ein verkohltes Bauopfer und Teile einer Troldbjerg-Keramik.
In der Nähe liegen das Ganggrab von Gamskær und die Grabkiste von Kobberup.